# Фредерикс, Георгий Николаевич
Гео́ргий Никола́евич Фредери́кс (3 апреля 1889 — 18 февраля 1938) — русский учёный, геолог и палеонтолог, первый декан технического факультета Пермского университета, беспартийный, дворянин (Фридриксы).

## Биография
Родился 3 [15] апреля 1889 года в селе Тёплый Стан Курмышского уезда Симбирской губернии.
В 1911 году окончил естественное отделение физико-математического факультета Казанского университета.
С 1913 по 1930 год работал в Геологическом комитете.
В 1917 году получил степень магистра геологии и минералогии.
С 1920 по 1921 год — профессор геологии Пермского университета.
В июне 1920 года был избран исполняющим обязанности декана и председателем президиума новосозданного технического факультета Пермского университета. В 1921 году по собственному заявлению был уволен из университета.
За недолгий срок работы профессором в Пермском университете читал лекции по исторической геологии и общему землеведению, активно занимался научными исследованиями в области палеонтологии, стратиграфии и тектоники, работал по составлению 108-го листа десятиверстной геологической карты РСФСР, опубликовал 2 работы.
С 1930 по 1931 год — старший геолог ЦНИГРИ.
С 1931 по 1935 год работал в Ленинградском горном институте.
28 февраля 1935 года арестован и 4 марта особым совещанием при НКВД СССР приговорен к 3 годам лишения свободы как «социально опасный элемент». Наказание отбывал в Ухтпечлаге, где с 1935 по 1937 год работал в Геологическом музее.
30 апреля 1937 г. арестован и 14 мая доставлен в Ленинград.
18 февраля 1938 г. выездной сессией Военной коллегии Верховного суда СССР в г. Ленинград приговорен по статье 58-7-8-11 УК РСФСР к высшей мере наказания. Расстрелян в тот же день вместе с Н. В. Бобковым, Д. И. Мушкетовым и В. Ю. Черкесовым Захоронен в г. Ленинград.
Реабилитирован посмертно 30 ноября 1956 г.

## Труды

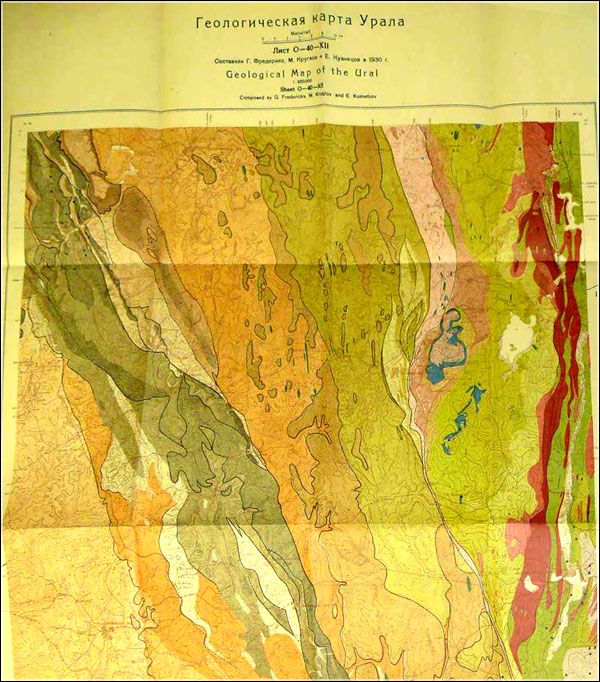
Г. Фредерикс, Е. Кузнецов, М. Круглов Геологическая карта Урала (составлена в 1930).

Г. Н. Фредерикс предложил ряд стратиграфических подразделений (трехчленное деление пермской системы), который используют до сих пор. Он первым предложил идею о шарьяжном строении Уральских гор. Г. Н. Фредерикс исследовал палеонтологию карбона и перми и предложил новую систему классификации фауны брахиопод Урала, Новой Земли, Сибири, Дальнего Востока, Донбасса и Средней Азии. Г. Н. Фредерикс также исследовал мшанки и аммоноидеи (4 новых вида) верхнепалеозойского периода. Первым из специалистов в России увидел несовершенство и предложил свою классификацию палеозойских мшанок, которая в дальнейшем детализировалась, дополнялась специалистами.
Наиболее существенные геологические исследования и геосъемку провел в бассейне р. Вятки, (с 1917 по 1921), позднее в бассейне р. Чусовой и её притоков и на Южном Урале. Предложил стратиграфические подразделения, имеющие значение и ныне. Основным объектом его изучения были брахиоподы карбона и перми Урала, Новой Земли, полуострова Канина, Донбасса, Средней Азии и Дальнего Востока.

## Память
В честь Фредерикса названо несколько ископаемых организмов: вид пермских двустворчатых моллюсков Aviculopecten frederixi (Lutkevich & Lobanova, 1960), вид каменноугольных брахиопод Productus (Pustula) fredericksianus (Paeckelman, 1931).

## Семья
Георгий Николаевич был внучатым племянником Ивана Михайловича Сеченова (внук его брата Алексея Михайловича).
Жена: Фредерикс, Евдокия Андреевна (в 1935 г. выслана в Казахстан).